# Эйрен, Юхан
Юхан Эйрен (швед. Johan Magnus Eurén, род. 18 мая 1985, Гётеборг) — шведский борец греко-римского стиля, чемпион и призёр чемпионатов северных стран, бронзовый призёр чемпионатов Европы, мира и Олимпийских игр, участник двух Олимпиад.

## Карьера
Выступал в супертяжёлой весовой категории (до 120-130 кг). Чемпион (2007, 2008, 2013, 2015 годы) и бронзовый призёр (2006) чемпионатов северных стран. Бронзовый призёр чемпионатов Европы 2010, 2014 и 2016 годов. Бронзовый призёр чемпионата мира 2013 года в Будапеште.
На летних Олимпийских играх 2012 года в Лондоне Эйрен победил казаха Нурмахана Тыналиева, венгра Михая Деак-Бардоша, иранца Башира Бабаджанзаде, но проиграл эстонцу Хейки Наби и завоевал бронзу Олимпиады.
На следующей Олимпиаде в Рио-де-Жанейро Эйрен победил представителя Австралии Ивана Попова, но проиграл кубинцу Михаину Лопесу Нуньесу. В утешительной схватке швед, как и на предыдущей Олимпиаде, уступил эстонцу Хейки Наби и стал в общем итоге восьмым.